# Prachtsternschnecken
Die Prachtsternschnecken (Chromodorididae) sind eine Familie der Sternschnecken in der Unterordnung der Nacktkiemer. Es handelt sich um meist größere, ausschließlich marine gehäuselose Schneckenarten, die vor allem Schwämme fressen.

## Merkmale
Die Chromodorididae sind oft langgestreckt, relativ schmal und haben häufig einen hohen Fuß. Der glatte, weiche Mantel ist in vielen Fällen auffällig gefärbt und hat in der Regel keine Skleriten. Der Rand des Rückens kann schmal oder breit sein.
Die beiden am Kopf sitzenden lamellierten Fühler, die Rhinophoren, und die meist einfach gegliederten Kiemen sind in der Regel nicht erhöht. Die um den After am Rücken angeordneten Kiemen können in Kiemenscheiden zurückgezogen werden. Die Schnecken haben eine Radula mit vielen Zähnen, meist ohne Mittelzähne, manchmal mit einem kleinen, flachen Mittelzahn. Die Seitenzähne sind hakenförmig, zweispitzig oder sägeblattförmig. Der innere Mund, der Vorder- und Mitteldarm trennt, ist mit einfachen oder mehrzipfeligen Stäbchen versehen.
Der sehr lange, gewundene Samenleiter läuft in einen unbewaffneten Penis aus. Bei einigen Arten wurde der Abwurf des nachwachsenden Penis beobachtet. Die Anatomie weiblichen Geschlechtsorgane (Vagina, Bursa und Receptaculum seminis) ist artbestimmend.
Die Chromodorididae fressen vor allem Schwämme.
Wie andere Sternschnecken sind die Chromodorididae Zwitter und begatten sich gegenseitig. Sie legen ihre Eier in Eischnüren ab, aus denen zahlreiche Veliger-Larven schlüpfen, die sich von Plankton ernähren und nach einer längeren pelagischen Phase zu kleinen Sternschnecken metamorphosieren.

## Systematik
Nach Bouchet und Rocroi (2005) ist die Familie Chromodorididae eine von vier Familien in der Überfamilie Doridoidea. Laut Rebecca F. Johnson (2010) bilden die Gattungen Cadlina (vormals in den Chromodorididae) und Aldisa die Familie Cadlinidae, so dass zu den Doridoidea fünf Familien gehören. Zur Familie Chromodorididae gehören 17 Gattungen:
- Ardeadoris  Rudman, 1984
- Berlanguella Ortea, Bacallado & Valdés, 1992
- Cadlinella Thiele, 1931
- Ceratosoma  J. E. Gray & M. E. Gray, 1850
- Chromodoris Alder and Hacock, 1855  – Typusgattung
- Digidentis  Rudman, 1984
- Diversidoris  Rudman, 1987
- Doriprismatica d’Orbigny, 1839
- Durvilledoris  Rudman, 1984
- Felimare Ev. Marcus & Er. Marcus, 1967
- Felimida Marcus, 1971
- Glossodoris Ehrenberg, 1831
- Goniobranchus Pease, 1866
- Hypselodoris Stimpson, 1855
- Mexichromis Bertsch, 1977
- Miamira Bergh, 1874
- Noumea Risbec, 1928
- Pectenodoris Rudman, 1984
- Risbecia  Odhner, 1934
- Thorunna  Bergh, 1878
- Tyrinna  Bergh, 1898